# Philipp Scharwenka
Ludwig Philipp Scharwenka, född den 16 februari 1847 i Samter vid Posen, död den 16 juli 1917 i Bad Nauheim, var en tysk musiker, bror till Xaver Scharwenka.
Scharwenka studerade från 1865 vid Kullaks akademi i Berlin och var från 1870 kompositionslärare där, tills han 1881 i samma egenskap övergick till sin brors konservatorium, där han blev meddirektör 1891. 
Scharwenka gjorde sig ett namn som kompositör (i Schumannsk riktning) av symfoniska dikter, körverket Herbstfeier, den dramatiska legenden Sakuntala, körer, visor, kammarmusikverk, violin- och pianostycken med mera.